# Heidi Krings
Heidi Krings (ur. 30 marca 1983 w Salzburgu) – austriacka snowboardzistka. Zajęła 10. miejsce w gigancie równoległym na igrzyskach w Turynie. Jej najlepszym wynikiem na mistrzostwach świata w snowboardzie było 9. miejsce na mistrzostwach w Kreischbergu w slalomie równoległym oraz 9. miejsce na mistrzostwach w Arosa w gigancie równoległym. Najlepsze wyniki w Pucharze Świata osiągnęła w sezonie 2001/2002, kiedy to była 7 w klasyfikacji generalnej. Jest mistrzynią (2002) i wicemistrzynią (2000 i 2001) świata juniorów w gigancie równoległym oraz wicemistrzynią świata juniorów w slalomie równoległym z 2001 r.
Jej siostra Doresia Krings też jest snowboardzistką.

## Sukcesy

### Igrzyska olimpijskie
| Miejsce | Dzień     | Rok  | Miejscowość | Konkurencja       | Zwycięzca     |
| ------- | --------- | ---- | ----------- | ----------------- | ------------- |
| 10.     | 23 lutego | 2006 | Turyn       | Gigant równoległy | Daniela Meuli |

### Mistrzostwa Świata
| Miejsce | Dzień       | Rok  | Miejscowość | Konkurencja       | Zwycięzca                 |
| ------- | ----------- | ---- | ----------- | ----------------- | ------------------------- |
| 9.      | 15 stycznia | 2003 | Kreischberg | Slalom równoległy | Isabelle Blanc            |
| 9.      | 16 stycznia | 2007 | Arosa       | Gigant równoległy | Jekatierina Tudiegieszewa |
| 14.     | 21 stycznia | 2009 | Kangwŏn     | Slalom równoległy | Fränzi Mägert-Kohli       |

### Puchar Świata

#### Miejsca w klasyfikacji generalnej
- 1999/2000 – 67.
- 2000/2001 – –
- 2001/2002 – 7.
- 2002/2003 – 8.
- 2003/2004 – –
- 2004/2005 – –
- 2005/2006 – 31.
- 2006/2007 – 15.
- 2007/2008 – 42.
- 2008/2009 – 49.

#### Miejsca na podium
1. Mont-Sainte-Anne – 15 grudnia 2001 (slalom równoległy) – 3. miejsce
2. Bardonecchia – 18 stycznia 2002 (snowcross) – 3. miejsce
3. Bardonecchia – 19 stycznia 2002 (gigant) – 3. miejsce
4. Sapporo – 2 marca 2002 (slalom równoległy) – 2. miejsce
5. Whistler – 18 grudnia 2002 (slalom równoległy) – 2. miejsce
6. Sapporo – 2 marca 2002 (slalom równoległy) – 2. miejsce
7. Serre Chevalier – 7 marca 2003 (gigant równoległy) – 1. miejsce
8. Le Relais – 18 grudnia 2005 (gigant równoległy) – 2. miejsce